# Eupalamus oscillator
Eupalamus oscillator là một loài tò vò trong họ Ichneumonidae.